# Língua mandeia
O mandeu é o idioma litúrgico da religião mandeísta.